# 乌克兰苏维埃第3集团军
乌克兰苏维埃第3集团军是俄国内战中蘇俄红军的一个集团军，該集團軍設立於1919年4月15日至6月13日期间，隶属于乌克兰方面军。之后，该部队被并入新组建的西部方面军第12集团军。